# Ратлеџ (Џорџија)
Ратлеџ (Џорџија) (енгл. Rutledge) град је у америчкој савезној држави Џорџија. По попису становништва из 2010. у њему је живело 781 становника.

## Демографија
Према попису становништва из 2010. у граду је живело 781 становника, што је 74 (10,5%) становника више него 2000. године.
| Група             | 2000.       | 2010.       |
| Белци             | 427 (60,4%) | 509 (65,2%) |
| Афроамериканци    | 271 (38,3%) | 256 (32,8%) |
| Азијати           | 6 (0,8%)    | 4 (0,5%)    |
| Хиспаноамериканци | 5 (0,7%)    | 5 (0,6%)    |
| Укупно            | 707         | 781         |